# مانوئل بنتین
مانوئل بنتین (انگلیسی: Manuel Benthin؛ زادهٔ ۳ مارس ۱۹۷۹) بازیکن فوتبال اهل آلمان است.
از باشگاه‌هایی که در آن بازی کرده‌است می‌توان به باشگاه فوتبال آلمانیا آخن، باشگاه فوتبال دینامو برلینر، باشگاه فوتبال یونیون برلین، و باشگاه فوتبال ارتسگبیرگ آئو اشاره کرد.
وی همچنین در تیم ملی فوتبال زیر ۲۱ سال آلمان بازی کرده‌است.